# Saurer 4TIILM
Saurer 4IILM - тролейбус, що випускався фірмами Saurer та Brown Boveri Company. Збудовано 12 таких тролейбусів. Пристосовані до поїздки з причепом, до 1991 обслуговували швейцарське місто Санкт-Галлен. Всі 12 в 1992 передано до Варшави на обслуговування тролейбусного маршруту в П'ясечно. в 2001 3 тролейбуси перевезли до Гдині. Один з них відремонтований і їздить на святах по околицях. Інші тролейбуси були передані, або продані наступним установам: 
- Клуб історичних тролейбусів П'ясечно (T005, Санкт-Галлен 127)i
- Люблінське Товариство Екологічних видів громадського транспорту (T013, Санкт-Галлен 128 та T030, Санкт-Галлен 130)
- Клуб Любителів Громадського Транспорту Варшава (T016, Санкт-Галлен 121)
- Музей Моторизації Отренбуси (T018, Санкт-Галлен 120)
- Музей техніки NOT Варшава (T019. Санкт-Галлен 126)
- Гарпія Сп. з o.o. П'ясечно (T031, Санкт-Галлен 125 та T036", Санкт-Галлен 119).